# Tuinslakken
Tuinslakken (Helicidae) zijn een familie van huisjesslakken.
Hiervan zijn de segrijnslak en de gewone tuinslak mogelijk de bekendste soorten. De wijngaardslak is beroemd, maar is in Nederland een zeldzame verschijning.
De soorten verschillen qua schelpvorm. De soort Cylindrus obtusus heeft bijvoorbeeld een langwerpig huisje, terwijl de Helixsoorten een globuleus (bol) huisje hebben.

## Taxonomie
De Tuinslakken (Helicidae)-familie omvat de volgende onderfamilies:
- Ariantinae Mörch, 1864
- Helicinae Rafinesque, 1815.

De subfamilie Helicinae bestaat op zijn beurt uit de volgende geslachten:
- Cantareus Risso, 1826
- Cepaea Held, 1837
- Cornu Born, 1778
- Eobania Hesse, 1913
- Helix Linnaeus, 1758
- Iberus Montfort, 1810[2]
- Otala Schuhmacher, 1817
- Theba Risso, 1826
- Tyrrhenaria
  - Tyrrhenaria ceratina Shuttleworth, 1843
- Xerocincta Monterosato, 1892

## In Nederland waargenomen soorten
- Genus: Arianta
  - Arianta arbustorum - (Heesterslak)
- Genus: Cepaea
  - Cepaea hortensis - (Witgerande tuinslak)
  - Cepaea nemoralis - (Zwartgerande tuinslak)
- Genus: Cornu
  - Cornu aspersum - (Segrijnslak)
- Genus: Eobania
  - Eobania vermiculata - (Pastaslak)
- Genus: Helicigona
  - Helicigona lapicida - (Steenbikker)
- Genus: Helix
  - Helix lucorum - (Gebandeerde wijngaardslak)
  - Helix pomatia - (Gewone wijngaardslak)
- Genus: Isognomostoma
  - Isognomostoma isognomostomos - (Maskerslak)
- Genus: Otala
  - Otala lactea - (Getande melkslak)
- Genus: Theba
  - Theba pisana - (Zandslak)

## Anatomie
De anatomie specifiek voor de tuinslak wordt hieronder per orgaanstelsel beschreven. Zie Algemene anatomie van de landslak voor een algemeen beeld van de organen.

### Het slakkenhuis

#### Kenmerken

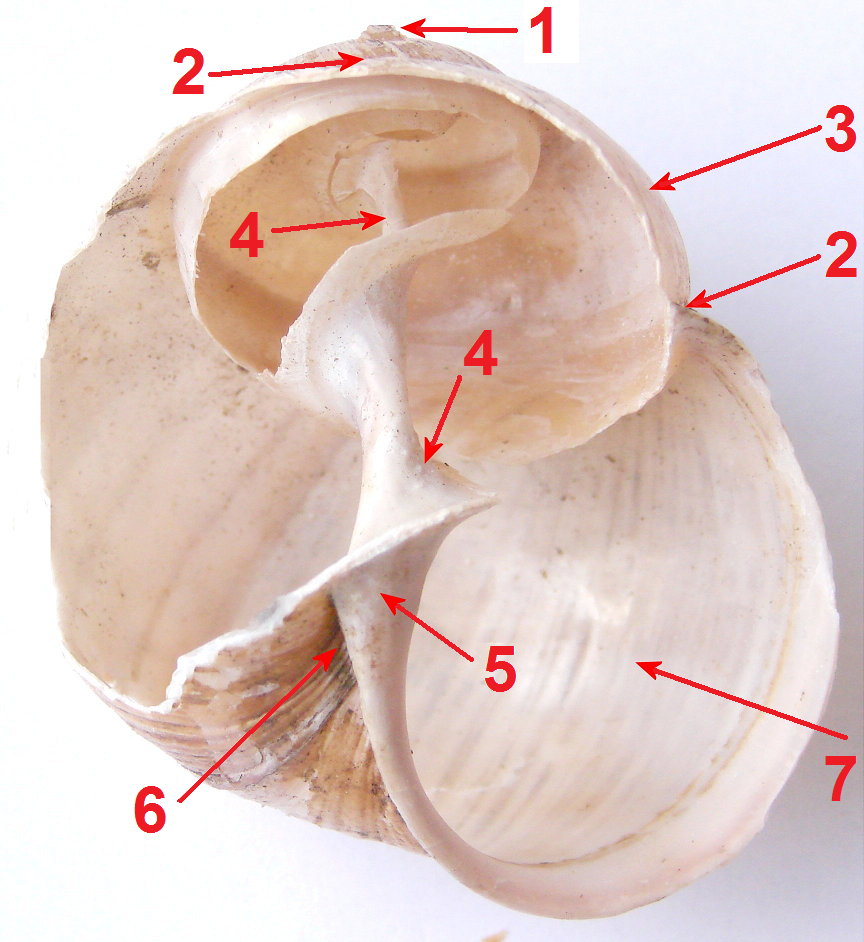
Schelpkenmerken van tuinslakken (model: schelp van een wijngaardslak)

De bovenzijde van het slakkenhuis wordt de top of apex genoemd (1, zie afbeelding). Deze wordt tijdens de groei van de schelp als eerste gevormd en is vaak gladder van structuur van de rest van de schelp. De top vormt de eerste van in totaal vier tot vijf windingen (3), die steeds gescheiden worden door een sutuur of naad (2). De windingen zijn bijna altijd rechts gewonden. De enkele keer dat een schelp links gewonden is, blijkt het een gril van de natuur te zijn die niet genetisch bepaald is.
Het slakkenhuis ontleent zijn stevigheid aan een in het midden van het huis geplaatste columella of spil (4), die van boven naar beneden loopt. Bij de schelprand is een verdikking aanwezig die callus of eelt wordt genoemd (5). Dit is een voortzetting van de gladde binnenwand van een slakkenhuis. Het huis heeft een umbilicus of navel (6), dit is een holte tegenover de top. De navel wordt deels of volledig verborgen door de callus. De schelpopening ten slotte wordt de apertura (7) genoemd.

#### Variaties
De bijzonderheden van de schelponderdelen hangen af van de soort. De kenmerken van het slakkenhuis geven daarom vaak, doch niet altijd, uitsluiting van de slakkensoort. Verwarring over de soort kan mede ontstaan als men onvermoed een onvolgroeide slak in handen heeft.
Het huisje wordt per soort meestal beschreven op basis van kleur en textuur, aantal windingen, afmetingen en geometrie, en op basis van bijzondere kenmerken die voor de soort typerend zijn.

#### Groei en reparatie
De apex is het oudste deel van de schelp en wordt al gevormd tijdens de rijping van het eitje. De schelp groeit dan in windingen rondom de columella, waarbij het huisje geleidelijk aan groter wordt. Groei vindt voornamelijk plaats gedurende activiteit van het dier. Doordat de groei vertraagt tijdens het hiberneren of estiveren, kunnen er groeilijnen ontstaan in de sculptuur van het huisje, vergelijkbaar met de groeiringen van een boomstam.
Als het huisje beschadigd raakt, is de slak in staat het te herstellen door calciumcarbonaat af te zetten aan de binnenzijde van het huisje. Het gehele slakkenhuis is voorzien van een dun beschermend laagje, het periostracum. Deze laag verweert naarmate de slak ouder wordt en groeit niet meer aan; bij oudere exemplaren bladdert het laagje af.

#### Afwijkingen

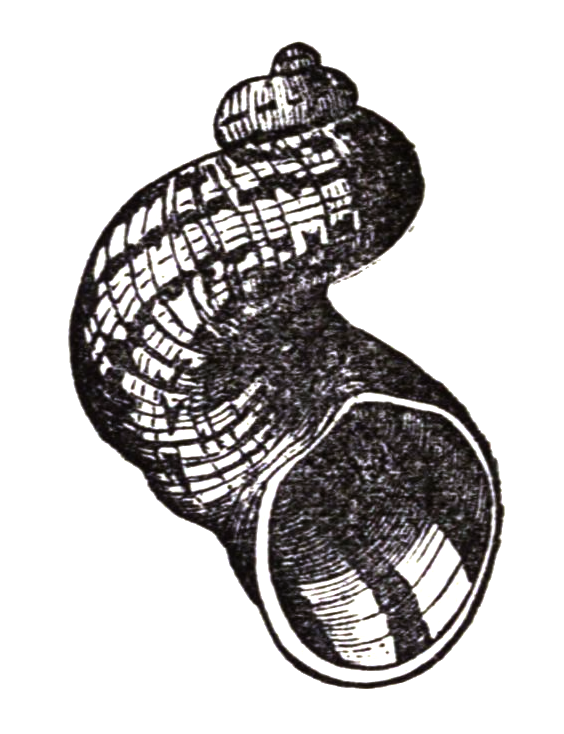
Scalari van een Cornu aspersum

Afwijkingen in de vorming van het slakkenhuis, zoals scalaride huisjes (ook wel 'kurketrekker' genoemd) en linksgewonden (i.e. 'verkeerdgewonden') huisjes zijn zeldzaam. Deze verschijnselen zijn geen ziektes, noch worden zij genetisch overgedragen. Hoewel slakken met deze afwijking moeite zullen hebben met de voortplanting, blijkt hun overlevingskans groter te zijn dan die van 'normale' slakken, omdat roofdieren vaak geen raad weten met de afwijkende vorm.

### Geslachtsstelsel

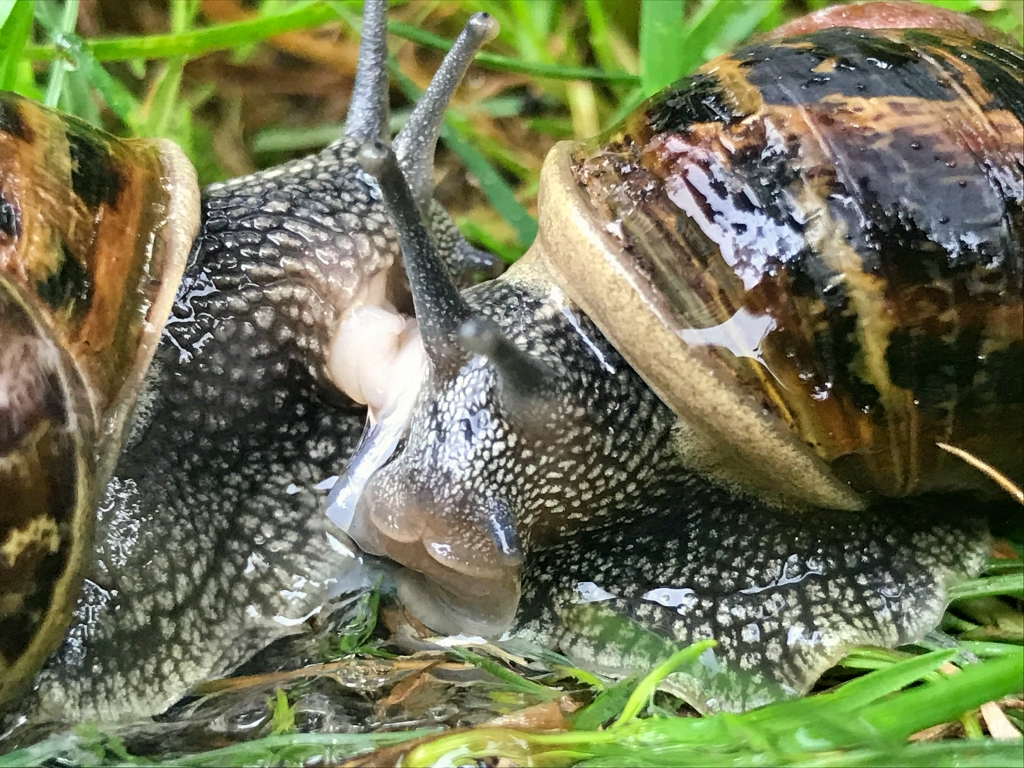
Parende tuinslakken (Helix aspersa)

De voortplanting van de hermafroditische tuinslak is een complex en uniek proces. De tuinslak is tweeslachtig, maar heeft te allen tijde een partner nodig om voort te planten.

#### Copulatie
De duur van de paringsbalts kan afhankelijk van de soort minuten tot uren duren. Gedurende dit voorspel schieten de partners een liefdespijl op elkander af. Afhankelijk van de soort kunnen er één of meerdere liefdespijlen in het pijlzakje klaarliggen. Er is wetenschappelijk nog geen eenduidigheid over de precieze werking van deze liefdespijlen, maar spoedig daarna vindt de copulatie plaats.
| Liefdespijlen van tuinslakken | Liefdespijlen van tuinslakken |
| De vorm van liefdespijl hangt af van de soort en helpt derhalve in de determinatie van de soort. Onderstaand tabel geeft een overzicht van liefdespijlen van tuinslakken. | De vorm van liefdespijl hangt af van de soort en helpt derhalve in de determinatie van de soort. Onderstaand tabel geeft een overzicht van liefdespijlen van tuinslakken. |
| Vorm van liefdespijl | Soort tuinslak |
| --- | --- |
| | Arianta arbustorum |
| | Cepaea hortensis |
| | Cepaea nemoralis |
| | Chilostoma cingulatum |
| | Chilostoma glaciale |
| | Chilostoma planospira |
| | Eobania vermiculata |
| | Helicigona lapicida |
| | Cantareus apertus |
| | Cornu aspersum |
| | Helix lucorum |
| [ 8 ] | Helix lutescens |
| | Helix pomatia |
| | Leptaxis erubescens |
| | Marmorana scabriuscula |
| | Marmorana serpentina |
| | Otala lactea |
| | Theba pisana |

De bevruchting gebeurt wederzijds, maar het hangt van de soort af in welke standje het gedaan wordt. Welke standje het ook moge zijn, de paring is 'wang-aan-wang', met de geslachtsopeningen tegen elkander gedrukt. De geslachtsopening bevindt zich namelijk achter de rechterwang van de slak (zie algemene anatomie van de landslak). Tijdens de copulatie stulpt de penis vanuit het peniszakje uit tot twee keer de eigen lengte van de slak. Hij glijdt via de vagina van de partner richting het recepticulum seminis (letterlijk: 'zaadontvanger') voor de uitwisseling van spermatozoïden. De spermatozoïden zwemmen niet vrij, maar worden door de penis in een spermatofoor afgezet. Na deze afzetting trekt de penis zich terug middels de retractorspier.

#### Interne geslachtsorganen

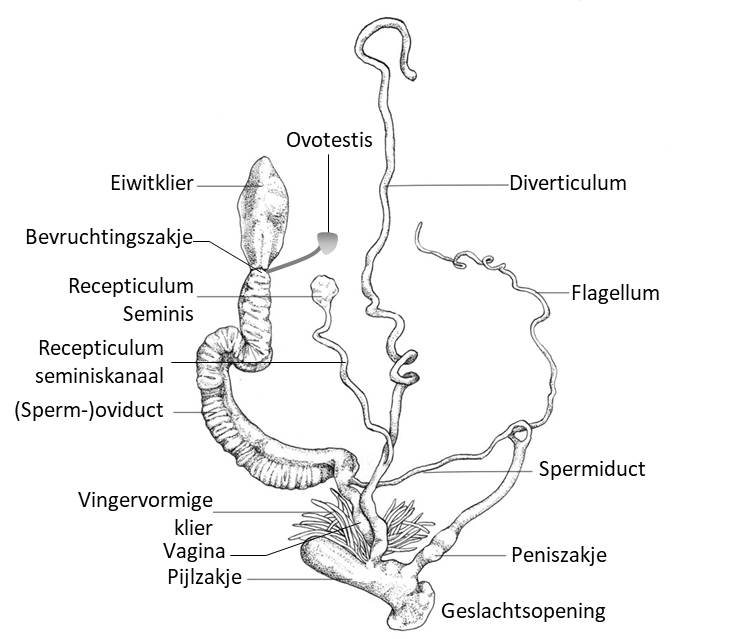
Geslachtstelsel van tuinslakken (model van de Cornu aspersum)

Eitjes en spermatozoïden worden geproduceerd in hetzelfde orgaan, de ovotestis. Binnen één individu kan dit orgaan als testis en als ovarium werken, maar nooit tegelijkertijd. De ovotestis bevindt zich in de top van de leverkrul. Van daaruit gaan de geslachtscellen naar het bevruchtingszakje via de ovotestisgang (ook wel hermafrodiet-kanaal). Naast dit kanaal mondt ook een eiwitklier uit in het bevruchtingszakje. Vanuit het vruchtzakje loopt het spermoviductkanaal dat spermatozoïden en bevruchte eicellen afvoert.
Het spermoviductkanaal bestaat uit twee tegen elkaar gelegen goten: de dikke en kronkelende oviductgoot en de dunnere spermiductgoot. Naar de genitale opening toe splitsen beide goten zich in twee volwaardige kanalen: de spermiduct en de oviduct. Zogenaamde zelfbevruchting wordt voorkomen doordat de ovotestis eerst alleen spermatozoïden vormt. Die worden, ingepakt in spermatoforen, uitgewisseld tijdens copulatie. Pas na de copulatie worden in de ovotestis de eitjes gevormd in een omgeving die dan vrij is van spermatozoïden.

#### De weg van de spermatozoïden
De spermatozoïden, gevormd in de ovotestis, doorlopen het spermoviduct en hierna het spermiduct. Ze verplaatsen zich in de richting van het flagellum alwaar ze omringd worden door een spiraalvormige spermatofoor die tijdens de paring uitgewisseld wordt. Na de paring beweegt de uitgewisselde spermatofoor zich naar de diverticulum of, indien deze niet bestaat, in het kanaal van het receptaculum seminalis. Hierin lost de wand van de spermatofoor op en worden de bezoekende spermatozoïden vrijgemaakt. Deze verplaatsen zich naar het roodkleurig receptaculum seminalis (ook wel: zaadtasje) tot het ogenblik aangebroken is dat de eitjes bevrucht moeten worden. Dit kan snel na de paring gebeuren, maar als de omstandigheden niet gunstig zijn (bijvoorbeeld als de hibernatie aanstaande is) dan kunnen de spermatozoïden lange tijd bewaard worden tot een gunstigere tijd aanbreekt. Op een chemische signaal verlaten de spermatozoïden de receptaculum seminalis, en via het zaadtasjeskanaal, vagina, en oviduct, verplaatsen ze zich naar het bevruchtingszakje om de gevormde eitjes te bevruchten.

#### De weg van de eitjes
De vrouwelijke gameten worden gevormd in de ovotestis, na de paring. Langs het ovotestiskanaal verplaatsen ze zich naar het bevruchtingszakje, alwaar ze bevrucht worden door de aankomende spematozoïden. Na de bevruchting, die plaatsvindt in het bevruchtingszakje, worden de gameten omgeven door een dikke laag eiwit uit de eiwitklier. Hierna glijden de bevruchte eieren via het spermoviductkanaal en oviduct naar de vagina, waar de eischaal gevormd wordt, en de eitjes gelegd kunnen worden.

### Spijsvertering

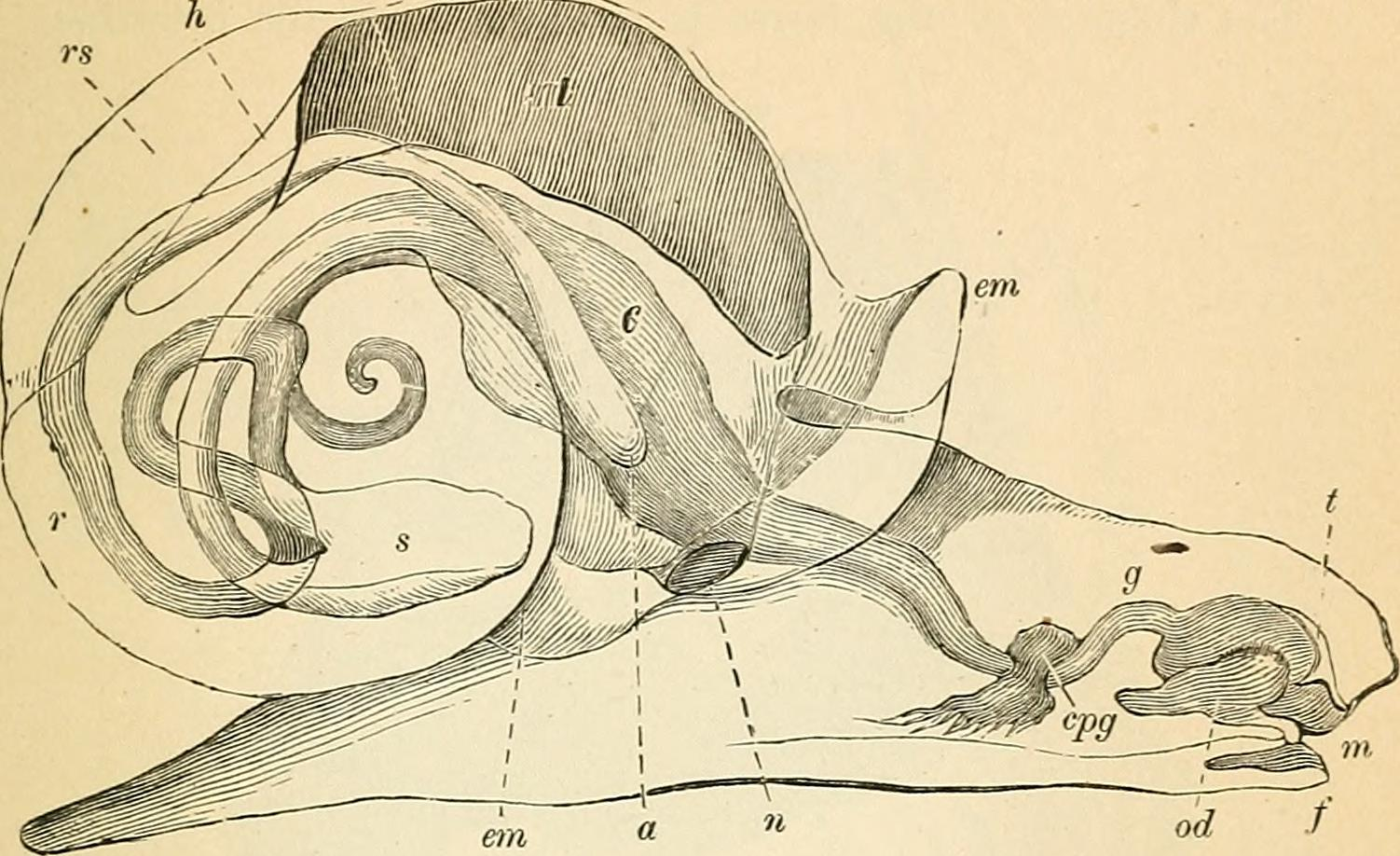
Spijsvertering

Het voedsel komt via de mandule (t) de mondholte (farynxbulbus) binnen en wordt het middels het chitineuse radula (od) vermalen. De radula bestaat uit duizenden tandjes vergelijkbaar met de ribbels op een vijl. Het aantal tandjes is kenmerkend voor de soort. De radula is aan slijtage onderhevig, maar groeit aan zoals een nagel aan een vinger.
De farynxbulbus gaat over in de slokdarm (g) welke op zijn beurt wijder wordt en in de maag overgaat. Daar zitten tevens de speekselklieren (cpg). De maag gaat vervolgens over in een kronkelend darmkanaal (C) welke deels de voor de slak typische hepatopancreas (vergelijk: lever) (r) doorloopt alvorens het de anus (n) in de mantel bereikt.
De urineleider loopt van de nier naar de urine-uitgang die zich naast de anus in de mantel bevindt.

### Ademhaling en bloedsomloop
In de mantel bevindt zich de pneumostoom, een relatief grote opening dat ritmisch open en dichtgaat. Lucht wordt zodoende via de pneumostoom de long (l) in en uitgezogen voor zuurstofuitwisseling in het bloedvatenstelsel van de longwand.
Het van zuurstof bevoorraadde slakkenbloed, hemolymfe genoemd, stroomt dan via de longader naar het hart. Het hart bestaat uit twee kamers in een hartzakje (pericardium): de gespierde voorkamer (ventriculum) die aan de ene kant het verse bloed binnenpompt en aan de andere kant dit bloed via een tweetakkige aorta het lichaamszak en de voet van de slak inpompt. De belendende boezemkamer ontvangt en sluist het 'oude' bloed weer door naar de voorkamer voor verversing.
De slak heeft een zogenaamde open bloedsomloop: alleen het circuit van long, hart tot de toegang van voet en lichaamzak bevat bloedvaten. Daarna stroomt het bloed vrij rond tussen de weefsels, vergelijkbaar met water dat door een sponsstructuur vloeit.

### Zenuwstelsel en zintuigen

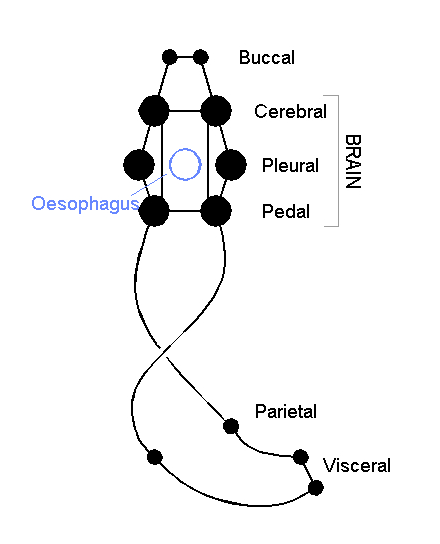
Het zenuwstelsel van de slak

Het zenuwstelsel van de slak, het zogenaamde ganglion-systeem, functioneert als een primitieve vorm van hersenen. Het centrale zenuwgestel ligt als een ring van zenuwknopen rondom de slokdarm van het dier. Van daaruit worden de volgende organen bezenuwd: reukorganen (kleine paar tentakels), tast organen (tentakels, voet, lippen), zenuwcellen over de hele lichaam, en het evenwichtsorgaan.
Het evenwichtsorgaan bevat overigens twee otocysten, waar zich otolieten ingebed in een vloeistof bevinden, waardoor dit orgaan tevens als gehoororgaan zou kunnen dienen. Men vermoedt dat slakken er harde geluiden mee kunnen waarnemen.
Tuinslakken kunnen met hun ogen overigens slechts licht van donker onderscheiden.
Het reukorgaan is goed ontwikkeld en slakken kunnen er tot zeven meter afstand voedsel mee opsporen.

## Dag- en levenscyclus
Tuinslakken zijn in principe nachtdieren die overdag schuilen tegen overmatige zon (oververhitting en dehydratie) en roofdieren. Wanneer de temperatuur tijdens de avondschemer omlaag en de luchtvochtigheid omhoog gaan, komen de slakken tevoorschijn voor voedsel en paring. Maar onder natuurlijke omstandigheden kan de klok hierop niet gezet worden: na een frisse regenbui komen ze ook overdag tevoorschijn.
De jongelingen worden geboren uit eitjes die als trosje in een broedholletje gelegd zijn. Zodra de jongeling uit zijn ei gekomen is, gaat het instinctief naar boven waar het zich een weg vindt door de 'deksel' die zijn ouder op het holletje heeft afgeplakt. De jongeling leeft de eerste maand vooral van licht en teer vegetatie dat makkelijk te eten is. Het zal onder natuurlijke omstandigheden, afhankelijk van de soort en het weer in twee tot drie jaar volwassen worden.
Wanneer het in de zomer langdurig te warm en droog is (gemiddelde temperatuur boven de ca 24 °C en luchtvochtigheid onder de 80%) gaan slakken in estivatie en vertraagt de groei.
In anticipatie op de winter, als de dagen korter worden en temperaturen dalen, voeden de slakken zich extra om een voorraad op te bouwen voor de winterslaap (hibernatie). De slakken gaan hiberneren wanneer de gemiddelde temperatuur zakt naar ca. 10 tot 7 °C (hoe hoger de luchtvochtigheid hoe langer ze actief neigen te blijven). Ze graven zich in en sluiten hun huisje af met een epifragma. Ze kunnen dan maandenlang in hibernatie blijven tot de dagen weer langer worden en de temperaturen stijgen. Deze winterslaap is niet slechts ter overleving van de winterkou; het is ook onontbeerlijk voor de volwassen slakken om tot een goede reproductie te komen. De grillen van de natuur leiden echter geregeld tot ongunstige condities voor de winterslaap (langdurige vriesperiodes, regenbuien, etc) met als gevolg dat slakken ontwaken of tussentijds afsterven.
Wanneer de slakken in het voorjaar uit hun winterslaap komen, zijn ze flink vermagerd en zullen ze de eerste weken gebruiken om op krachten te komen. De volwassen dieren gaan dan over tot het paren.
Het paarproces van de hermafrodiete tuinslak is bijzonder. Er is een balts dat afhankelijk van de soort tot uren kan duren en waarbij slakken elkander aftasten en uiteindelijk met een liefdespijl beschieten en de copulatie plaatsvindt. Tijdens zo'n paring kunnen andere slakken in de nabijheid opgemerkt worden. Deze zijn vermoedelijk aangetrokken door de feromonen die bij het paren vrijkomen. Als de omstandigheden gunstig zijn kunnen de eitjes één tot twee weken later gelegd worden. Zijn de omstandigheden niet geschikt, dan kunnen de bevruchte slakken vanwege het hermafrodiete geslachtsstelsel het leggen van eitjes tot maanden uitstellen. Voor het leggen van deze eitjes wordt door de slak een holletje in de grond gegraven waar dan afhankelijk van de soort tussen de 30 en 150 eitjes in een kluitje gelegd worden. Het holletje wordt afgesmeerd en de moederslak kijkt er niet meer naar om.
Een volwassen slak kan afhankelijk van de weersomstandigheden meerdere keren per seizoen paren en eitjes leggen. Dit proces is echter zo energieverslindend en uitputtend dat het aantal eieren per leg gestaag daalt en kans op overlijden van de ouder stijgt.